# The Topp Twins
Die Topp Twins (* 14. Mai 1958 in Huntly, Neuseeland) sind ein Country-Musik-Komikerinnenduo. Jools und Lynda Topp sind eineiige Zwillingsschwestern und treten seit mehr als 35 Jahren als Komikerinnen auf. Sie sind für ihre Live-Shows, Fernsehsendungen und ihren Film Untouchable Girls bekannt. Die Topp Twins sind nicht nur Entertainerinnen, sondern auch Aktivistinnen und Kulturikonen.

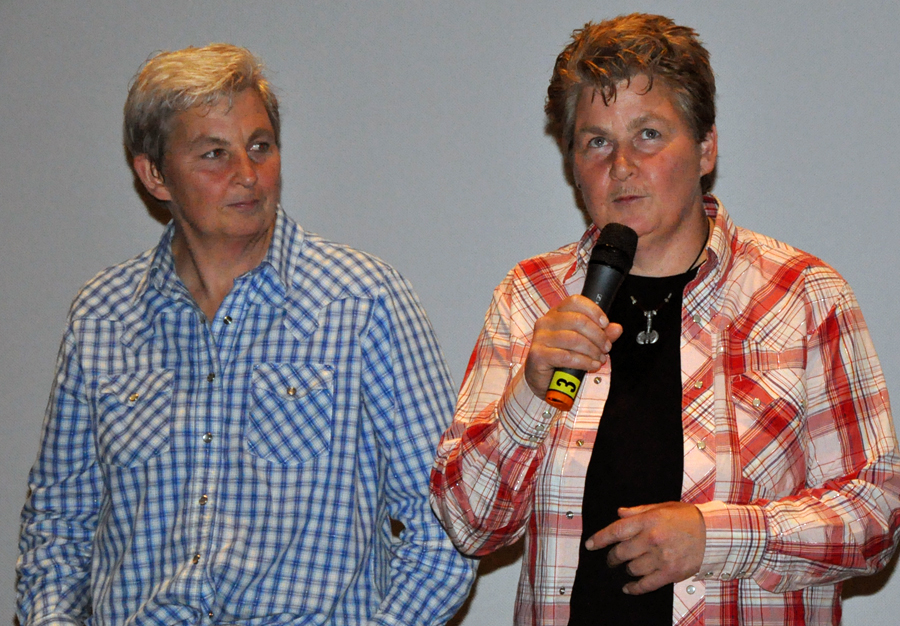
Jools und Lynda Topp (2009)

## Leben

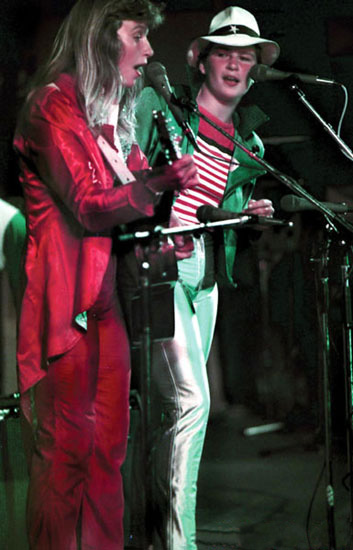
The Topp Twins bei einem Auftritt 1981

### Herkunft und Ausbildung
Jools und Lynda Topp wurden am 14. Mai 1958 in Huntly geboren. Sie wurden von ihren Eltern, Jean und Peter Topp, auf dem Familienbauernhof für Milchwirtschaft in Ruawaro großgezogen. Zusammen mit ihrem älteren Bruder, Bruce, besuchten Jools und Lynda die Gordonton School und das Huntly College.
Als die Zwillinge 17 Jahre alt waren, traten sie in die Armee ein. Nach nur sechs Wochen verließen sie die Armee und fingen an, auf der Straße zu musizieren. Das war der Anfang ihrer Karriere und sie entwickelten einen sehr individuellen Ton aus Countrymusik und Jodeln, den sie seitdem verwenden.

### Anfangsjahre
Kurze Zeit später traten Jools und Lynda Topp in kleinen Lokalen auf. Sie zogen von Christchurch nach Dunedin um und weiter nach Hamilton. In Auckland waren die Topp Twins häufig als Straßenkünstlerinnen auf den Hauptstraßen des Stadtzentrums zu sehen, bevor sie ihre erste nationale Tournee begannen. Die Student Arts Council-Tournee führte zu weiteren Verpflichtungen und sie fingen an, in Theatern aufzutreten.
In dieser Zeit entwickelten Jools und Lynda Figuren wie The Gingham Sisters und Raelene & Brenda. Als ihre Karriere weiter ging, haben sie vielerlei weitere Figuren entwickelt, unter anderem Camp Mother & Camp Leader, Ken & Ken und Prue & Dilly Ramsbottom.
Die Shows basierten auf Geschichten aus ihrem Leben und enthielten politische Satire. Die besten der Shows aus den Student Arts Council-Tourneen wurden für ein Fernsehspecial verfilmt, was der erste Auftritt der Topp Twins im neuseeländischen Fernsehen war. Jools und Lynda Topp haben mehrere Preise für ihr Fernsehspecial gewonnen, einschließlich 1986 als Entertainer of the Year bei den New Zealand Film and TV Awards.

### Internationaler Durchbruch
Nach ihrem Erfolg in Neuseeland haben sich Jools und Lynda dafür entschieden zu sehen, ob sie international erfolgreich sein konnten. Sie traten auf dem Edinburgh Fringe Festival auf und hatten dann weitere Auftritte an vielen Orten in Großbritannien und Irland. Sie sind auch auf Musikfestivals und Komödienfestivals in Kanada, den USA und Australien aufgetreten. Die Topp Twins verbringen bis heute drei bis vier Monate im Ausland, um auf verschiedenen Events aufzutreten.

### „Kiwi Phänomen“
Nach ihrer Rückkehr nach Neuseeland entwickelten und inszenierten sie ihre eigene Primetime-Fernsehserie. Die Serie war zu der Zeit einzigartig, weil die Figuren der Topp Twins sich unter gewöhnliche Leuten an öffentlichen Plätzen mischten. Die Serie wurde eine der Spitzenshows von TV3 und gewann mehrere Fernsehpreise einschließlich die Preise als Best Entertainment Programme bei den New Zealand Film and TV Awards 1997 und 1999.
1998 bewarb sich Lynda Topp um das Bürgermeisteramt von Auckland in Person ihres populären Alter Egos Camp Mother. Sie zog eine Vielzahl an Wählerstimmen an, deswegen empfahl sie eine andere Kandidatin: Christine Fletcher. Tatsächlich wurde Christine Fletcher im Folgenden die Bürgermeisterin von Auckland. Dadurch erreichte Camp Mother ihr Ziel, der Stadt Auckland eine neue, homosexuellen-freundliche Führung zu geben.
Die Topp Twins hatten auch großen Erfolg mit ihrer Musik. Beide ihrer Alben Grass Highway (2001) und Flowergirls and Cowgirls (2005) haben Best Country Album gewonnen. In jüngerer Zeit gewannen die Topp Zwillinge den Preis für Country Music Group/Duo bei den National Country Music Awards (2009).
Die Topp Twins machen immer noch Tourneen durch Neuseeland. Sie ziehen es vor, auf Gemeindeveranstaltungen wie A&P Shows aufzutreten. 2009 wurde ein abendfüllender Dokumentarfilm über die Topp Twins, Untouchable Girls, veröffentlicht. Der Film, bei dem Leanne Pooley Regie führte, hat alle vorherigen Einnahmenrekorde für den Eröffnungstag und das erste Wochenende für einen Dokumentarfilm in Neuseeland gebrochen. In der Zeit danach wurde er bei vielen Filmfestspielen und in Kinos um die Welt gezeigt und gewann viele Preise, einschließlich den Besten Hauptfilm (2009) bei den New Zealand Film and TV Awards und den Publikumspreis beim Toronto International Film Festival.
Der letzte Fernsehauftritt der Topp Zwillinge war in ihre Fernsehserie Topp Country. Jools und Lynda spielen sich dort selbst und machen eine Kochreise durch Neuseeland.

### Persönliches
Jools Topp war von 1993 bis 2010 in einer Partnerschaft mit Mary Massara. Im März 2013 heiratete Lynda Topp ihre langjährige Partnerin Donna Luxton, die von Beruf Kindererzieherin ist.
Schon in den 1970er Jahren waren Jools und Lynda Topp über ihre sexuelle Orientierung offen. Ihre Präsenz in der Unterhaltungsindustrie und den Medien hat die Meinung der Öffentlichkeit bezüglich der neuseeländischen Dekriminalisierung von Homosexualität (The Homosexual Law Reform Bill) (1986) und später die Gesetzesänderung zur Ehe (The Marriage Amendment Bill) (2013) beeinflusst. Sie haben Demonstrationen angeführt und das Thema populärer in der neuseeländischen Gesellschaft gemacht.
Jools Topp wurde im Oktober 2006 Brustkrebs diagnostiziert und sie erhielt eine Mastektomie und mehrere Monate Chemotherapie. Sie und ihre Schwester waren bereits Brustkrebsaktivistinnen und setzen ihren Prominentinnenstatus weiterhin ein, um die Öffentlichkeit über die Krankheit zu bilden.

## Gesellschaftliches Engagement
Während ihrer langen Karriere sind die Topp Twins in vielen politischen und sozialen Kampagnen engagiert gewesen.
Die Topp Twins haben bei den häufigen Protestmärschen und öffentlichen Kundgebungen der 80er Jahre gesungen. Als Unterstützerinnen von Maori-Landrechten nahmen Jools und Lynda an Märschen und der Besetzung von Bastion Point teil. Sie waren auch in der Anti-Apartheidbewegung engagiert und nahmen 1981 an den Protesten gegen die Tour der Springboks durch Neuseeland teil. Außerdem standen sie an vorderster Front der Anti-Atombewegungen in Neuseeland.

## Diskografie
- 1982: Topp Twins Go Vinyl
- 1985: Twinset and Pearls
- 1988: No War in My Heart
- 1990: Wear Something Sexy EP
- 1992: Hightime
- 1994: Two Timing
- 2001: Grass Highway
- 2005: Flowergirls  and Cowgirls
- 2009: Honky Tonk Angel
- 2014: The Topp Twins The Very Best Of[4]

## Filmografie

### Fernsehen
- 1986: Topp Twins, Fernsehspecial
- 1987–1988: That’s Country
- 1992: Rivers of NZ
- 1993: Camping Out with The Topp Twins, Fernsehspecial
- 1994: The People Next Door
- 1995: Laugh Your Sox Off
- 1996: Beyond a Joke
- 1996–2000: The Topp Twins Series: Do Not Adjust Your Twinset, Fernsehserie
- 1997: Hero Parade
- 1997: Best of the Fest
- 1998: Hessie’s Shed
- 1999: In Search of the Lonesome Yodel
- 1999: Mr & Mrs
- 2006: Kens Hunting and Fishing Show
- 2010: Intrepid Journey
- 2010: The Topp Twins and the Auckland Philharmonia Orchestra

### Filme
- 2009: The Topp Twins: Untouchable Girls

## Auszeichnungen
- 1984: New Zealand Entertainer of the Year
- 1986: New Zealand Entertainer of the Year
- 1986: New Zealand Film and Television Awards: „Best Entertainment Show“ und „Best Original Music“ für Topp Twins TV Special
- 1997: New Zealand Film and Television Awards: „Best Entertainment Programme“ für The Topp Twins Series
- 1999: New Zealand Film and Television Awards: „Best Entertainment Programme“ für The Topp Twins Series
- 2001: New Zealand Music Awards: „Best Country Album“ für Grass Highway
- 2004: New Zealand Order of Merit für Leistungen in der Unterhaltung
- 2005: New Zealand Music Awards: „Best Country Album“ für Flowergirls and Cowgirls
- 2008: Aufnahme in die New Zealand Music Hall of Fame.[2]
- 2009: National Country Music Awards: „Country Music Group/Duo Award“
- 2010: Ehrenmagister des Waikato Institute of Technology
- 2011: Ehrendoktor der University of Waikato
- 2018: Dame Companion des New Zealand Order of Merit